# Georges Pouchet
Charles Henri Georges Pouchet ( * 26 de febrero de 1833 – 1894) fue un naturalista y anatomista francés. Nacido en Ruan, era hijo del naturalista Félix Archimède Pouchet (1800-1872).
En 1865 pasa a jefe de Trabajos Anatómicos del Museo Nacional de Historia Natural de Francia en París, y más tarde codirector del laboratorio marítimo en Concarneau. Desde 1879 a 1894 fue profesor de "Anatomía comparativa" en el Museo Nacional de Historia Natural.
Pouchet realizó contribuciones en varios campos científicos, y especializado en anatomía comparativa de peces y ballenas. Fue un destacado defensor de la poligenia, y autor de la obra antropológica titulada De la Pluralité des Races Humaines (1858), que fue traducida al inglés como The Plurality of the Human Race, en 1864 por la Sociedad Antropológica. En 1892 formó parte de una temprana expedición científica polar a Svalbard y a Jan Mayen.
- La abreviatura «C.H.G.Pouchet» se emplea para indicar a Georges Pouchet como autoridad en la descripción y clasificación científica de los vegetales.[1]

## Algunas publicaciones
- De la Pluralité des Races Humaines, 1858
- Journal de l’anatomie et de la physiologie, con Charles-Philippe Robin (1821-1885), 1878
- Mémoire sur le grand fourmilier (Discurso sobre el Myrmecophaga tridactyla oso hormiguero), 1874
- Precis d'histologie humaine et d'histogénie (Tratado de Histología e Histogenia Humana), con Frédéric Tourneux (1851-1922), 1878
- La Biologie aristotélique (La biología aristotélica), 1885
- Rapport sur le laboratoire de Concarneau (Reporte sobre el laboratorio de Concarneau), 1888
- Traité d'ostéologie comparée (Tratado de osteología comparada), con H. Beauregard, 1889